# Springuel
La Société Anonyme des Automobiles Springuel fue un fabricante belga de automóviles radicado en la ciudad de Huy.

## Historia
En 1902, Jules Springuel-Wilmotte comenzó a construir prototipos. No fue hasta el 20 de junio de 1907 que fundó la Société Anynome des Automobiles Springuel. El nombre de la marca era Springuel. Entre 1911 y 1912, la empresa colaboró con Automobiles Imperia. La producción se detuvo durante la Primera Guerra Mundial. Springuel enfermó y ya no pudo dirigir la empresa. Después del final de la guerra, Imperia continuó fabricando los vehículos de Springuel. La producción cesó en 1920.

## Vehículos
En 1910 se creó el primer modelo de serie, el 24/30 CV, que estaba propulsado por un motor de cuatro cilindros con una cilindrada de 3770 cm³ y se ofrecía, entre otras cosas, con carrocería doble faetón. En 1908 se añadieron dos modelos de cuatro cilindros, 16 CV con una cilindrada de 3.054 cm³ y 28/35 CV de 4.589 cm³. En 1911 apareció el modelo de 12 CV con 2121 cm³. En 1912 se fusionó con el competidor Imperia y Jules Springuel-Wilmotte se convirtió en director de la nueva empresa. A partir de entonces, los modelos de Springuel se comercializaron como Springuel-Imperia. Desde 1913 hasta el estallido de la Primera Guerra Mundial, la gama estuvo compuesta por los cinco modelos siguientes:
- 12/14 CV, Cuatro cilindros, 2121 cm³
- 16/20 CV, Cuatro cilindros, 3054 cm³
- 18/24 CV, Cuatro cilindros, 3562 cm³, con carrocería Torpedo de cuatro asientos
- 20/24 CV, Cuatro cilindros, 3562 cm³
- 28/35 CV, Cuatro cilindros, 5026 cm³

En 1920 se ensamblaron unos 18/24 CV a partir de piezas existentes.

## Literatura
- Yvette Kupélian, Jacques Kupélian, Jacques Sirtaine: Histoire de l’automobile belge. Paul Legrain, Brüssel, ISBN 2-8705-7001-5 und e.p.a., Paris, ISBN 2-8512-0090-9 (französisch).
- George Nicholas Georgano: Autos. Encyclopédie complète. 1885 à nos jours. Courtille, Paris 1975 (französisch).